# Chiesa del Sacro Cuore (Ozieri)
La chiesa del Sacro Cuore è un edificio religioso situato nella frazione di Chilivani, in territorio di Ozieri, Sardegna settentrionale. Consacrata al culto cattolico, è sede dell'omonima parrocchia e fa parte della diocesi di Ozieri.
La chiesa venne edificata una prima volta alla fine dell'Ottocento per fornire un luogo di culto alla popolazione insediatasi nella frazione in concomitanza con la realizzazione della stazione ferroviaria. Quasi completamente distrutto durante l'ultimo conflitto mondiale, l'edificio venne in seguito ricostruito, riutilizzando anche  blocchi di pietra provenienti dall'antica chiesa di San Pantaleo che sorgeva a circa un chilometro di distanza.